# Sarjadje-Park

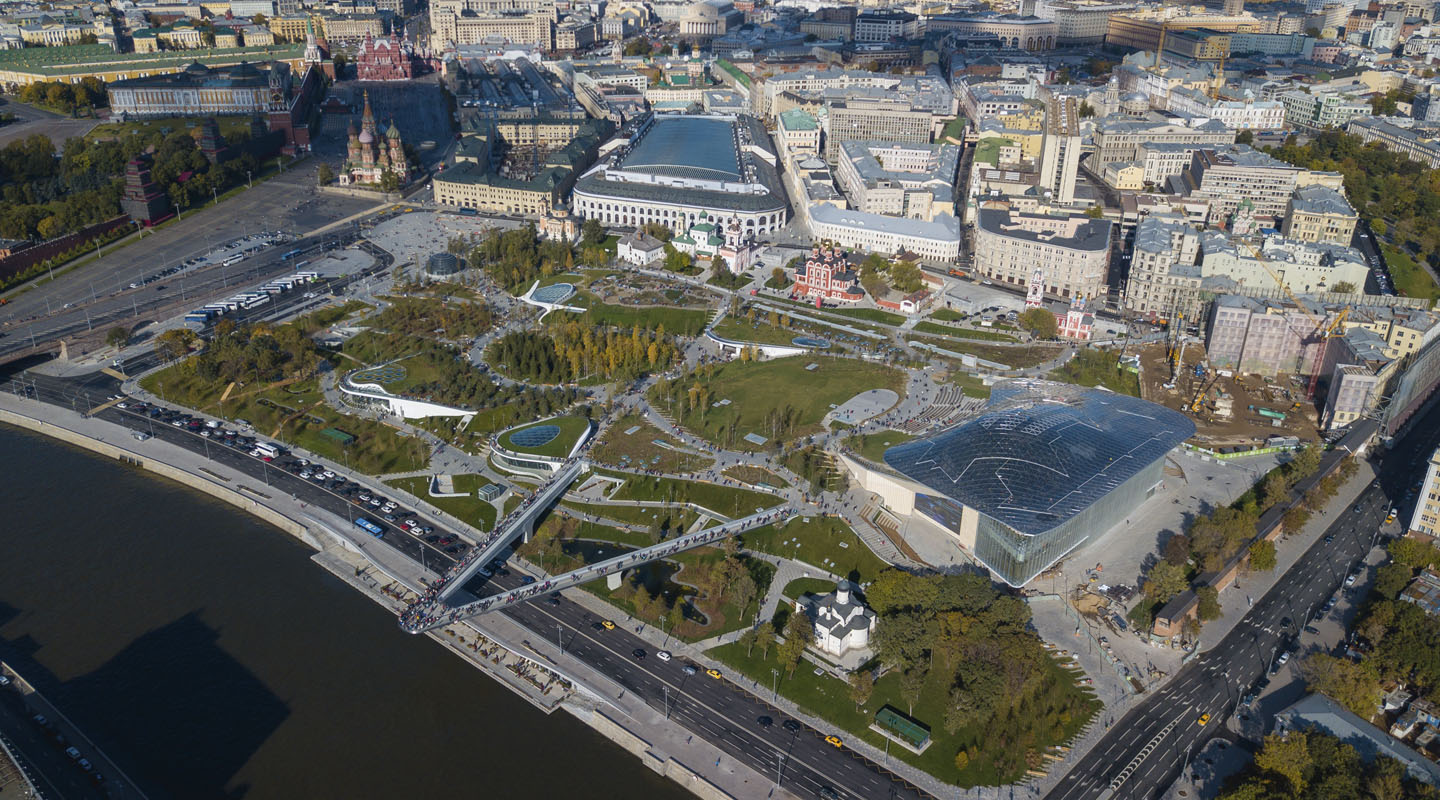
Sarjadje-Park

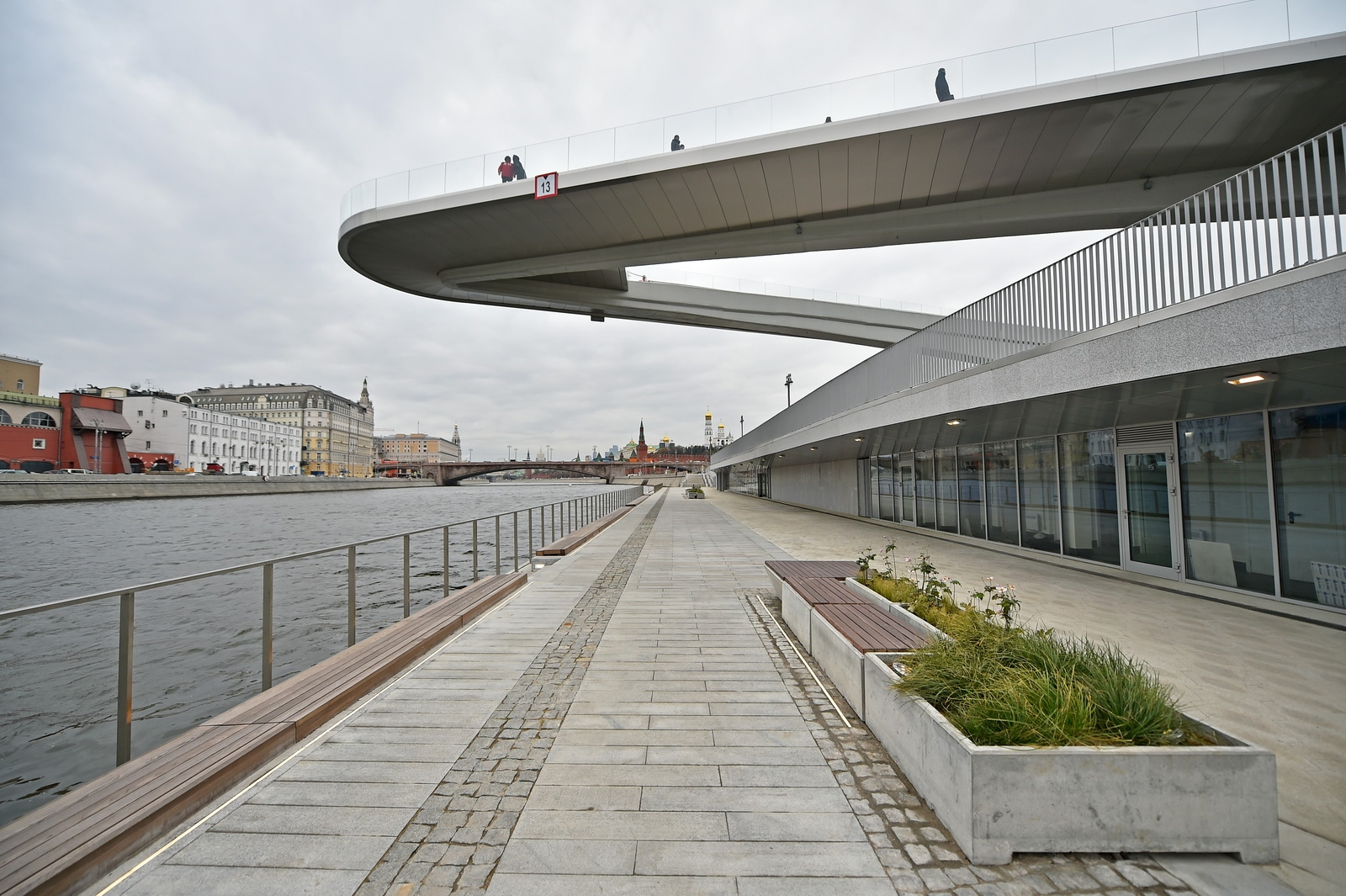
Schwebende Brücke

Der Sarjadje-Park (russisch парк «Зарядье») ist ein 10,2 Hektar großer Landschaftspark in Moskau.
Der Sarjadje-Park liegt mitten im Stadtzentrum am Ufer der Moskwa, unmittelbar neben dem Kreml, dem Roten Platz und der Basilius-Kathedrale an der Stelle des abgerissenen Hotels Rossija. Er wurde vom US-amerikanischen Architekturbüro Diller Scofidio + Renfro entworfen. Der Park umfasst neben den Gartenanlagen, in denen die Flora der unterschiedlichen Vegetationszonen Russlands gezeigt wird, mehrere Ausstellungsgebäude, den Moskauer Konzertsaal Sarjadje, ein Amphitheater, einen Kinosaal und eine „schwebende Brücke“. Die Eröffnung fand am 9. September 2017 zum 870. Jahrestag der Stadtgründung Moskaus statt.
Das Time Magazine hat den Sarjadje-Park 2018 in die Liste der The World´s Greatest Places To Visit aufgenommen.